# Ostreopsis ovata
Espèce
Ostreopsis ovata est une espèce de dinophycées du genre Ostreopsis de la famille des Gonyaulacaceae présente dans l'environnement maritime. Sa prolifération à proximité des plages est connue pour causer des problèmes de toxicité en santé humaine.

## Taxonomie
L'espèce Ostreopsis ovata a été décrite pour la première fois en 1981 par Y. Fukuyo. Elle est la deuxième espèce décrite après l'espèce type du genre, Ostreopsis siamensis,.

## Distribution
Cette espèce a été isolée dans divers endroits de par le monde : en mer Méditerranée dont la mer des Baléares, le mer de Ligurie, l'Adriatique et la mer Tyrrhénienne, les Canaries, Madère, Brésil, Équateur, La Réunion, Thaïlande, Indonésie, Corée du Sud, Japon.
Les observations des deux espèces O. ovata et O. siamensis en Grèce au nord de la Mer Égée ont montré une saisonnalité de la prolifération avec des maximums entre la mi-été et la fin de l'automne.

## Toxicité
L'espèce Ostreopsis ovata est capable de synthétiser des toxines analogues à la palytoxine dénommées ovatoxines,.

## Proliférations remarquables
Pendant l'été 2005, l'espèce Ostreopsis ovata a été impliquée sur la côte italienne de Ligurie dans environ 200 cas de personnes ayant nécessité des soins médicaux après la survenue de symptômes tels que des rhinorrhées, de la fièvre, de la toux, des conjonctivites et des problèmes respiratoires plus légers.
Durant l'été 2021, une prolifération d'algues ayant entraîné la fermeture des plages de Biarritz, Bidart, Guéthary et Saint-Jean-de-Luz) le 8 août 2021 avait été attribuée initialement à cette espèce O. ovata avant identification de l'espèce causale Ostreopsis siamensis,.